# Chebraica
Chebraica é uma peça militar utilizada sobre a manta e sob a sela do cavalo. É uma sobremanta usada principalmente em paradas ou dias especiais. 
A palavra inglesa "chebraque" designava esta peça no arreamento de 1812 dos Dragões Ligeiros Britânicos.